# Айше Афет Инан
Айше Афет Инан (на турски: Ayşe Afet İnan) e турски историк и социолог. Тя е една от осиновените дъщери на Мустафа Кемал Ататюрк.

## Биография
Родена е на 29 ноември 1908 г. в Солун. През 1925 г. завършва Колежа за учителки в Бурса и започва да работи като начален учител в Измир. Среща Мустафа Кемал през октомври същата година по време на негово посещение в Измир. Още през 1925 г. е изпратена от Ататюрк в Лозана, за да научи френски език. През 1927 г. тя се завръща и създава в Истанбул турски филиал на френския женски колеж „Нотр Дам дьо Сион“.
След откриването на училището, тя е назначена за старши учител по история. През 1935 г. отново заминава за Швейцария, за да следва история в Женевския университет. След завръщането си, получава през 1939 г. докторска степен по социология. През 1950 г. тя става професор по история в Анкарския университет. Тя е сред съоснователите и водещ член на Турското историческо дружество.
Умира на 8 юни 1985 г. в Анкара.

## Посмъртно признание
На всеки две години от Фондацията за турска история в сътрудничество със семейството на Айше Афет Инан се присъжда Наградата за исторически изследвания „Афет Инан“.

## Избрана библиография
- Medeni bilgiler ve M. Kemal Atatürk'ün el yazıları, Ankara, Türk Tarih Kurumu, 1969
- Atatürk'ten yazdıklarım, Ankara, 1969
- Recherches Sur les Caractéres Anthropologiques des Population de la Turquie, Genève, 1939
- Türk Amirali Piri Reis'in Hayatı ve Eserleri
- L'émancipation de la Femme Turque